# 50TA (アルバム)
『50TA』（フィフティーエー）は、50TA（狩野英孝）のオリジナル・アルバムである。2010年2月10日発売。

## 背景
テレビ朝日の放送50周年企画として2009年2月3日に放送された『ロンドンハーツ』の企画を発端とする（ロンドンハーツ#コーナー内の「50TA」の項参照）。「PERFECT LOVE」など番組内で発表した曲を番組公式サイトで着うた限定配信をしていたが、同年10月14日に番組主催で幕張メッセで開催されたライブに約5000人の観客が集まったこと、ファンの熱い要望などから、CDをリリースすることが発表された。（当初は企画の趣旨として「CD化はしない」と明言されていた）
これまで番組で披露されていた11曲に、ボーナストラックとして、番組内で未披露の「指きりげんまん」が収録された。初回限定盤には、5曲目収録の「50TA ラップ〜東京寄り道メロディ〜」はミュージック・ビデオとライブ映像を収録したDVDを同梱。販売元はエイベックスだが、オリコンではインディーズ扱いとなる。

## 批評
| 専門評論家によるレビュー | 専門評論家によるレビュー |
| レビュー・スコア         | レビュー・スコア         |
| 出典                     | 評価                     |
| ------------------------ | ------------------------ |
| CDジャーナル             | 肯定                     |
| BARKS                    | 肯定                     |

『CDジャーナル』は「自ら作詞作曲した曲は親しみやすいものばかりで、ユニークな歌詞とは裏腹に正統派のメロディアスな楽曲が数多く並んでいる。」と批評した。音楽情報サイト『BARKS』はアルバム全体について、「アルバムという形で改めて作品を通して聴くと、「音楽界の革命児」とのキャッチコピーは的を射ていることに気づかされる。50TA（狩野英孝）は、笑いにはちょっぴり謙虚ながら、楽曲は実に大胆。そして意外な“迷曲”が、残念ながら微妙に“名曲”だったりする。」と批評し、『ノコギリガール〜ひとりでトイレにいけるもん〜』『50TA ラップ〜東京寄り道メロディ〜』『チャイナダンスホール』といった曲の"さすが芸人"というべき発想力や言葉の選び方、作品全体にわたって、理論を無視した、もしくは理論を越えた曲展開や譜割りには思わず舌を巻くとコメントした。また、これらの要素と、50TAというアーティストの器用な面と不器用な面という2面が垣間見え、特に不器用な面からは不器用ゆえに50TAが真面目に臨んでいることが伝わり、皮肉にもそこが最高に面白い、ともコメントした。

## 収録曲解説
2曲目の「ノコギリガール〜ひとりでトイレにいけるもん〜」は50TA初のCDデビュー企画として発売が予定されていた。しかし、エイベックスの担当者とロンドンブーツ1号2号田村淳との会話の不成立により、青木さやかが同曲をリリースすることになってしまった。その為、このアルバムでは「セルフカバー」として収録されている。作詞・作曲に使われている名義「桜田 神邪」（さくらだ しんや。正確には、苗字と名前の間に“山”をシンボライズしたマークが入る）は、淳からの提案であり、狩野の実家である櫻田山神社から来ている。ちなみにタイトルの「ノコギリガール」は狩野個人が考えたものではなく、淳の入れ知恵によるものである。
3曲目の「インドの牛乳屋さん」は、淳のムチャぶりのタイトルから狩野がイメージして制作した曲である。『ロンハー』で同局の音楽番組『音魂』を模した偽番組のインタビューで、どういう思いで作った曲かを尋ねられた際に「インド人ってあまり牛乳を飲まないと思うんです。だからインドの人に牛乳の素晴らしさを知って欲しいという気持ちで作りました」と答えている。
4曲目の「GO TO HEAVEN」は曲作りのためにこもった、ホテルのテレビのペイチャンネルがきっかけとなり完成した曲である。
10曲目の「PERFECT LOVE」は仕掛け人でもあるレコード会社の担当者に「たとえば『PERFECT LOVE』とか…」と振られた狩野が勢いで作り出したもので、裏で聴いていた淳は大爆笑していた。
「涙〜アルバムバージョン〜」は2008年10月14日放送回の企画「マジックメール」内で仕掛人となったグラビアアイドル・秋山莉奈に捧げた曲であり、狩野名義の2作目のシングル「ラブハリケーン」のカップリング曲「涙」をアルバムバージョンで収録。原曲はこのアルバム収録曲の中で最も古い。

## 収録曲
| 全作詞・作曲: 50TA（「ノコギリガール〜ひとりでトイレにいけるもん〜」のみ桜田神邪名義）。 |                                                  |                                                                          |                                                                          |          |      |
| #                                                                                        | タイトル                                         | 作詞                                                                     | 作曲・編曲                                                               | 編曲     | 時間 |
| 1.                                                                                       | 「スタートレイン」                               | 50TA（「ノコギリガール〜ひとりでトイレにいけるもん〜」のみ桜田神邪名義） | 50TA（「ノコギリガール〜ひとりでトイレにいけるもん〜」のみ桜田神邪名義） | 永島広   | 3:33 |
| 2.                                                                                       | 「ノコギリガール〜ひとりでトイレにいけるもん〜」 | 50TA（「ノコギリガール〜ひとりでトイレにいけるもん〜」のみ桜田神邪名義） | 50TA（「ノコギリガール〜ひとりでトイレにいけるもん〜」のみ桜田神邪名義） | 渡辺徹   | 4:01 |
| 3.                                                                                       | 「インドの牛乳屋さん」                           | 50TA（「ノコギリガール〜ひとりでトイレにいけるもん〜」のみ桜田神邪名義） | 50TA（「ノコギリガール〜ひとりでトイレにいけるもん〜」のみ桜田神邪名義） | 永島広   | 5:12 |
| 4.                                                                                       | 「GO TO HEAVEN」                                 | 50TA（「ノコギリガール〜ひとりでトイレにいけるもん〜」のみ桜田神邪名義） | 50TA（「ノコギリガール〜ひとりでトイレにいけるもん〜」のみ桜田神邪名義） | 吉田潔   | 4:49 |
| 5.                                                                                       | 「50TA ラップ〜東京寄り道メロディ〜」            | 50TA（「ノコギリガール〜ひとりでトイレにいけるもん〜」のみ桜田神邪名義） | 50TA（「ノコギリガール〜ひとりでトイレにいけるもん〜」のみ桜田神邪名義） | 吉田潔   | 4:08 |
| 6.                                                                                       | 「HOT WATER」                                    | 50TA（「ノコギリガール〜ひとりでトイレにいけるもん〜」のみ桜田神邪名義） | 50TA（「ノコギリガール〜ひとりでトイレにいけるもん〜」のみ桜田神邪名義） | 佐薹一雪 | 2:40 |
| 7.                                                                                       | 「チャイナダンスホール」                         | 50TA（「ノコギリガール〜ひとりでトイレにいけるもん〜」のみ桜田神邪名義） | 50TA（「ノコギリガール〜ひとりでトイレにいけるもん〜」のみ桜田神邪名義） | 永島広   | 4:41 |
| 8.                                                                                       | 「紅葉に抱かれて」                               | 50TA（「ノコギリガール〜ひとりでトイレにいけるもん〜」のみ桜田神邪名義） | 50TA（「ノコギリガール〜ひとりでトイレにいけるもん〜」のみ桜田神邪名義） | 永島広   | 4:01 |
| 9.                                                                                       | 「ヘビーメタルステーション」                     | 50TA（「ノコギリガール〜ひとりでトイレにいけるもん〜」のみ桜田神邪名義） | 50TA（「ノコギリガール〜ひとりでトイレにいけるもん〜」のみ桜田神邪名義） |          | 4:00 |
| 10.                                                                                      | 「PERFECT LOVE」                                 | 50TA（「ノコギリガール〜ひとりでトイレにいけるもん〜」のみ桜田神邪名義） | 50TA（「ノコギリガール〜ひとりでトイレにいけるもん〜」のみ桜田神邪名義） | 永島広   | 3:48 |
| 11.                                                                                      | 「涙〜アルバムバージョン〜」                     | 50TA（「ノコギリガール〜ひとりでトイレにいけるもん〜」のみ桜田神邪名義） | 50TA（「ノコギリガール〜ひとりでトイレにいけるもん〜」のみ桜田神邪名義） | 永島広   | 5:24 |
| 合計時間:                                                                                | 合計時間:                                        | 合計時間:                                                                | 46:17                                                                    |          |      |

| #   | タイトル                                 | 作詞 | 作曲・編曲 | 編曲家 | 時間 |
| --- | ---------------------------------------- | ---- | ---------- | ------ | ---- |
| 12. | 「指きりげんまん」(デモテープバージョン) |      |            |        | 3:18 |

| #   | タイトル                                                               | 作詞 | 作曲・編曲 |
| --- | ---------------------------------------------------------------------- | ---- | ---------- |
| 13. | 「50TA ラップ〜東京寄り道メロディ〜」(PV)                              |      |            |
| 14. | 「自分にハッピーバースデー」(六本木ライブ '09.2.22)                    |      |            |
| 15. | 「PERFECT LOVE」(六本木ライブ '09.2.22)                                |      |            |
| 16. | 「ノコギリガール〜ひとりでトイレにいけるもん〜」(幕張ライブ '09.10.14) |      |            |

## チャート成績
2010年2月22日付のオリコン週間アルバムランキングで初登場9位を記録し、チャートへの登場回数は9週を記録した。狩野がリリースしたCDの中で初のトップ10入りである。同年2月22日付けのBillboard JAPANのインディーズアルバム&シングルチャートで初登場1位、翌週3月1日付けも1位になり2週連続1位を獲得。アルバムセールスチャートのJapan Top 100では2月22日付けチャートで初登場及び最高13位を記録した。
| チャート (2010年)                        | 最高順位 |
| ---------------------------------------- | -------- |
| オリコンチャート                         | 9        |
| JAPAN Top Independent Albums and Singles | 1        |
| Japan Top Albums                         | 13       |